# 八达岭长城站
八达岭长城站位于中國北京市延庆区，是京包客运专线京张段的一座车站。京张城际铁路新建新八达岭隧道穿越军都山，而八达岭长城站为新八达岭隧道中的一座地下车站。车站位置位于八达岭长城景区东侧，上方为八达岭景区的滚天沟停车场。车站总建筑面积超过4万平方米，其中地下建筑面积36143平方米；最大轨面埋深102米，自站台至地面站厅提升高度61.77米，是世界埋深最深的运营客运高速铁路地下车站。车站于2019年8月23日主体结构封顶，于2019年12月30日随京张城际铁路建成投入使用。

## 车站结构

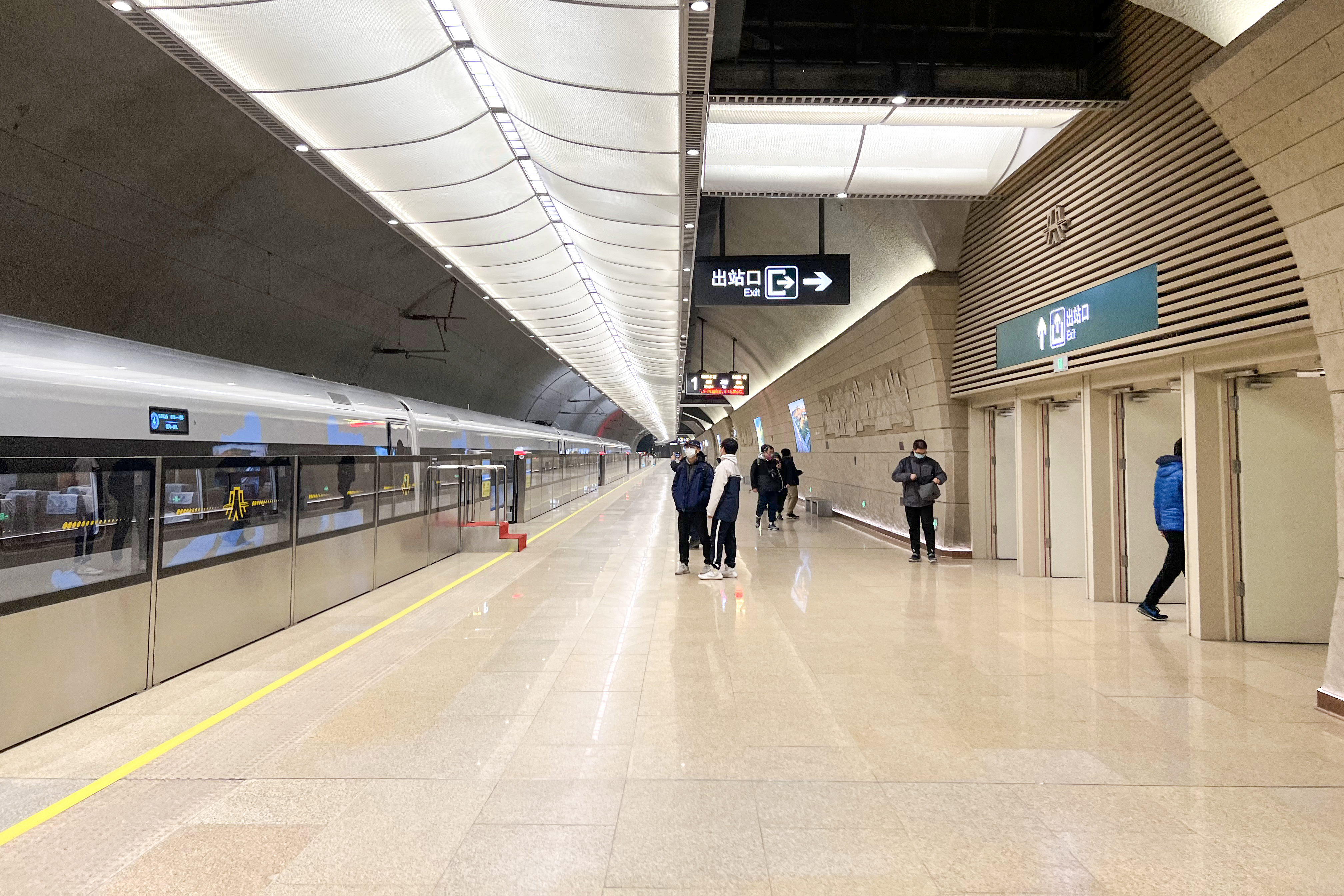
1站台

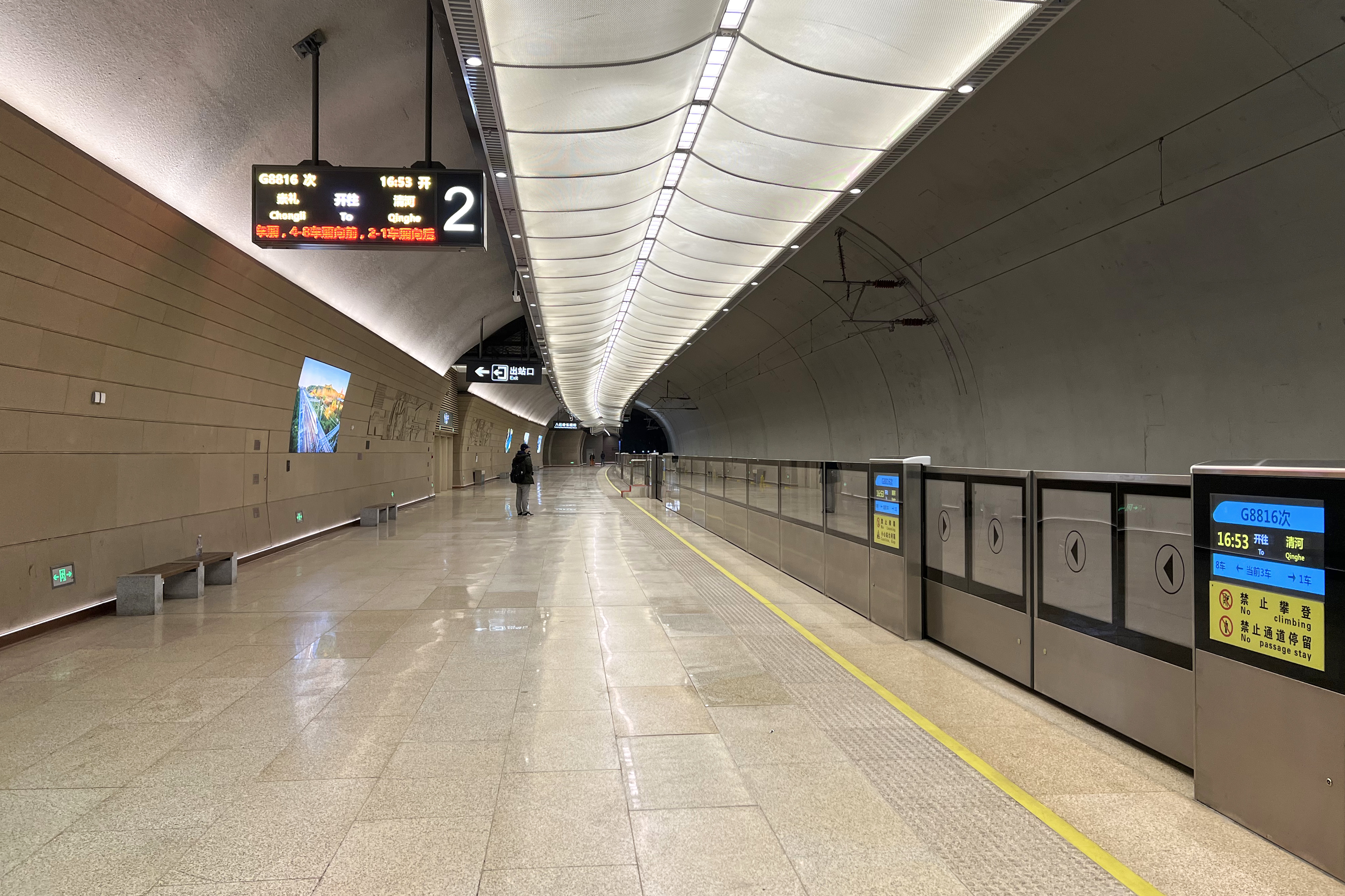
2站台

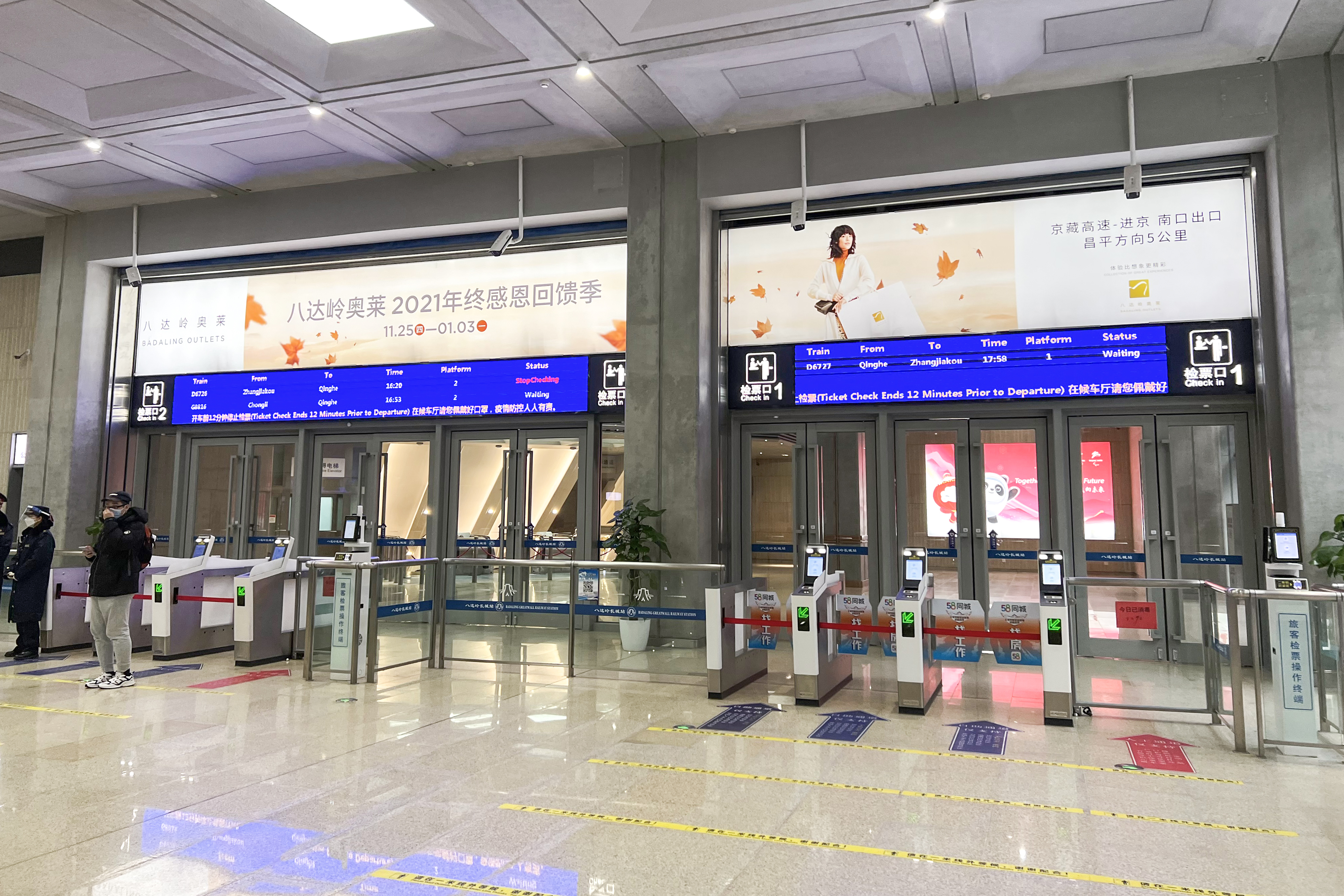
检票口

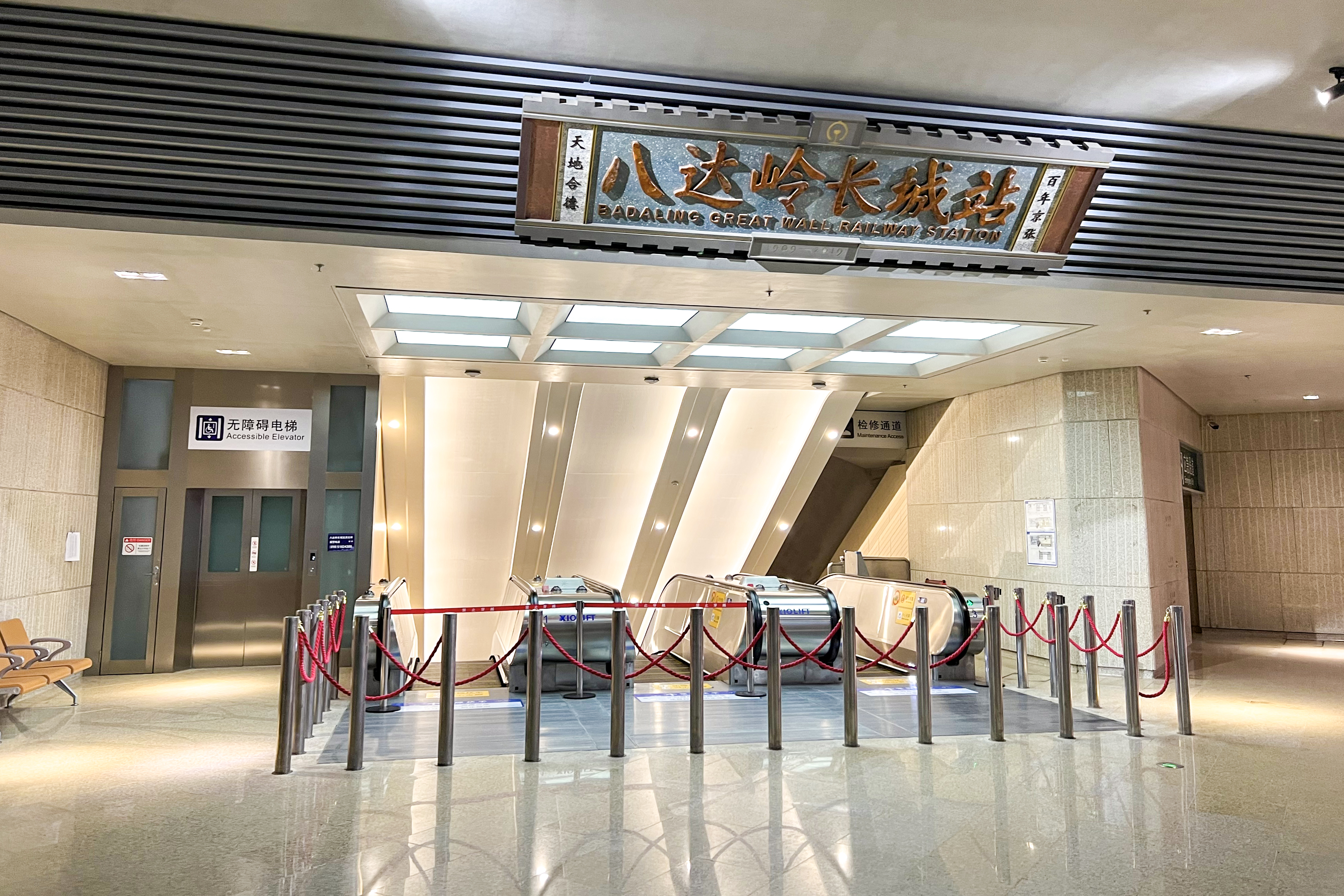
检票口至进站通道的扶梯口

八达岭长城站地下部分全长470米，车站两端与隧道间另有过渡段总长326米。车站设计有各类洞室78个。车站的最下部为轨道及站台，设有4条到发线，其中中间两条为正线，两侧到发线外侧各设置一座侧式站台；车站主体部分分为三条平行而相互独立的隧洞，两条正线位于中间的隧洞，而两侧轨道及站台则分别位于两侧的洞内。站台和轨道上方为进出站通道，与站台和轨道所在的洞室间留有4.8米厚的岩层。进出站通道为上下层分离的设计，下层为进站通道，上层为出站通道及设备层，进出站旅客流线全程分离，类似机场的航站楼。由于提升高度大，车站每个出入口均设有自动扶梯，并且还设置了斜行电梯，以适应车站结构。除利用施工辅助斜井作为救援通道之外，环绕车站设置了救援廊道，通过多个分支廊道连接车站主体，以便于在事故时展开对车站的救援。因检票口与站台的距离较远，本站实行开车前25分钟开始检票、开车前12分钟停止检票的制度。
| G 0m    | 票务中心                       | 自动售票机、人工售票窗口                                                                                   | |                                     |
| G 0m    | 进站大厅                       | 进站口1/2、安全检查、实名核验、前往B1候车厅                                                                | 进站口1/2、安全检查、实名核验、前往B1候车厅                                                                |                                     |
| G 0m    | 出站大厅                       | 出站口1/2、往八达岭长城景区                                                                                | 出站口1/2、往八达岭长城景区                                                                                |                                     |
| B1 -9m  | 候车厅                         | 候车区、卫生间、饮水区、商铺、检票口1/2、前往B3通道                                                        | 候车区、卫生间、饮水区、商铺、检票口1/2、前往B3通道                                                        |                                     |
| B2 -42m | 出站通道                       | 卫生间、设备层、救援廊道、前往地面通道                                                                     | 卫生间、设备层、救援廊道、前往地面通道                                                                     |                                     |
| B3 -49m | 进站通道                       | 往张家口/太子城/延庆方向（1站台）、往北京方向（2站台）、前往B4通道                                         | 往张家口/太子城/延庆方向（1站台）、往北京方向（2站台）、前往B4通道                                         |                                     |
| B4 -62m | 侧式站台，左侧開门，设有安全门 | 侧式站台，左侧開门，设有安全门                                                                             | |                                     |
| B4 -62m | 1站台3道                       | 京包客运专线 往张家口、太子城方向（东花园北站） 经八达岭西线路所 往京张城际铁路延庆支线 延庆方向（延庆站） | 京包客运专线 往张家口、太子城方向（东花园北站） 经八达岭西线路所 往京张城际铁路延庆支线 延庆方向（延庆站） |                                     |
| B4 -62m | 正线I道                        | 京包客运专线下行列车通过线                                                                                 | 京包客运专线下行列车通过线                                                                                 | 京包客运专线下行列车通过线          |
| B4 -62m | 正线II道                       | 京包客运专线上行列车通过线                                                                                 | 京包客运专线上行列车通过线                                                                                 | 京包客运专线上行列车通过线          |
| B4 -62m | 2站台4道                       | 京包客运专线 往北京北方向（昌平站）                                                                        | 京包客运专线 往北京北方向（昌平站）                                                                        | 京包客运专线 往北京北方向（昌平站） |
| B4 -62m | 侧式站台，左侧开门，设有安全门 | | |                                     |

## 获奖
2022年11月25日，新八达岭隧道及八达岭长城站获颁2020-2021年度“中国建设工程鲁班奖”。

## 邻近车站
| 上一站           |                        | 中国铁路     |  | 下一站                         |
| ---------------- | ---------------------- | ------------ |  | ------------------------------ |
| 昌平往北京北方向 |                        | 京包客运专线 |  | 东花园北往张家口、呼和浩特方向 |
| 昌平往北京北方向 | 延庆经由八达岭西线路所 | 京包客运专线 |  |                                |